# ابلو (شهرک)
ابلو (به لاتین: Ebelo) یک منطقهٔ مسکونی در ماداگاسکار است که در بخش آمبوآساری سود واقع شده‌است. ابلو ۱۰٬۰۰۰ نفر جمعیت دارد و ۱۶۴ متر بالاتر از سطح دریا واقع شده‌است.